# Lhung Tarok
Lhung Tarok is een bestuurslaag in het regentschap Aceh Barat Daya van de provincie Atjeh, Indonesië. Lhung Tarok telt 536 inwoners (volkstelling 2010).